# Jean Risbec
Jean Risbec (Thorigny-sur-Oreuse, 1895 - Fontainebleau, 1964) was een Franse zoöloog en entomoloog die zich specialiseerde in de studie van insecten en weekdieren, met name parasitaire vliesvleugeligen (Hymenoptera) en naaktslakken (Nudibranchia). 

## Beschreven soorten en geslachten
Hij beschreef niet alleen nieuwe soorten, er zijn ook soorten naar hem vernoemd met de naam risbeci (zoals Anastatus risbeci). De lijsten hieronder zijn een gedeeltelijke weergave.
Vliesvleugeligen
- 1951: Apanteles nioro, Apanteles guierae, Pseudotorymus acythopeusi, Paroligoneurus agromyzae, Hesperencyrtus lycoenephila, Alibertia theobromae, Pediobius braconiphagus, Anastatus ovicida, Anastatus aliberti, Anastatus apantelesi, Anastatus bostrychidi, Anastatus gratidiae, Anastatus halyomorphae, Anastatus hemipterae, Anastatus longipalpus, Anastatus pseudocreobotrae, Anastatus rynchitidi, Anastatus sirphidi, Elasmus tolli, Eupelmus elongatus, Cassidocida orthopterae
- 1952: Perinetia, Perinetia coffeae, Spalangia seyrigi, Neostilbula ranomafanae, Metapelma seyrigi, Neostilbula ranomafanae, Cheiloneurus metallicus, Aprostocetus ankaratrae, Prodecatoma madagascariensis, Prodecatoma ranomafanae, Prodecatoma seyrigi, Anastatus bekiliensis, Anastatus madagascariensis, Pseudocatolaccus malgacinus, Pteromalus tananarivensis
- 1953: Podagrion variabilis
- 1955: Sanghalia, Sanghalia kerandeli, Ormyrus eugeniae, Zolotarewskya, Prodecatoma vassei, Anastatus dipterae, Anastatus phonoctoni, Oligosita pauliani
- 1957: Eurytoma reunionensis, Neocharitopus solani, Lombitsikala, Lombitsikala coccidivora
- 1958: Tetrastichus rwankwiensis, Tetrastichus rufiventris, Pediobius imerinae
- 1960: Fanamokala, Fanamokala perineti, Elasmus madagascariensis

Slakken
- 1928: Elysia pilosa, Phyllodesmium poindimiei
- 1937: Aeolidia pelseneeri
- 1951: Philine caledonica
- 1953: Enteroxenos bouvieri